# Jordi Solé i Camardons
Jordi Solé i Camardons (Oliana, Alt Urgell, 1959) és un escriptor i sociolingüista català. Va estudiar filologia catalana a la Universitat de Barcelona, ha treballat de professor de literatura i llengua catalana a Barcelona, Igualada i Badalona i ha impartit cursos de didàctica de la sociolingüística i la literatura arreu dels Països Catalans. Des del 2005 fins al 2009 va treballar d'Assessor LIC (Llengua, Interculturalitat i Cohesió social) a Barcelona. Actualment és l'editor en cap de Voliana edicions.

## Biografia
Deixeble de Lluís V. Aracil, va centrar-se en l'educació sociolingüística i l'anàlisi el discurs sociolingüístic (sociolingüística del dir). Els seus escrits s'inscriuen dins el que ell anomena "ecoidiomàtica" (1.ecologia del model de llengua... 2. ecologia dels usos i actituds lingüístiques interpersonals, que té en compte els hàbits lingüístics dels parlants... 3. ecologia de les funcions socials de l'idioma (política lingüística) i 4. ecologia dels contactes interidiomàtics internacionals). En la tesi de llicenciatura va estudiar el discurs presociolingüístic del pedagog Delfí Dalmau i a partir d'aquest moment s'interessà també pel moviment esperantista i adoptà una actitud crítica amb relació a la presència de l'anglès com a interllengua de la humanitat.
Compromès amb el moviment de lluita per la llengua i l'independentisme català des dels 17 anys, crea els Grups de Defensa de la Llengua, impulsa la revista "Viure en Català" i milita en organitzacions independentistes com Esquerra Nacional, PSAN, ERC i Solidaritat Catalana per la Independència. El 18 de juliol de 1984 és detingut i empresonat preventivament durant 14 dies per ser amic de Toni Villaescusa de Terra lliure, però és deixat en llibertat sense càrrecs.
Des del 1989 al 2009 va ser membre del Consell de Redacció de la revista pedagògica Escola Catalana, fou també el primer director de la revista Llengua Nacional. També ha col·laborat a la revista l'Escletxa de la Coordinadora d'Associacions per la Llengua (CAL). A començaments dels anys noranta del XX començà a interessar-se per la literatura especulativa o de ciència-ficció i publica assaigs (Les paraules del futur) i narracions d'aquesta temàtica participant activament en aquest món.
El 2001 publica -amb la col·laboració de Francesc Ruiz i Rosa Sanz- el primer Diccionari de Sociolingüística. Elabora una teoria de "les 7 tribus de la nació catalana" en què descriu els vuit posicionaments bàsics en relació al discurs sobre el català i les ideologies lingüístiques. En diversos escrits estudia el discurs sociolingüístic d'autors en llengua catalana com Ramon Llull, Alexandre Galí, Carles Riba, Carles Salvador, Josep Yxart, Joaquim Casas Carbó, Josep Armengou, Carles Muñoz Espinalt, Joan Fuster, etc. i critica el posicionament ideològic de l'historiador Jaume Vicens Vives.
El 2008 comissaria l'Exposició "Realitat i vitalitat de la llengua catalana" organitzada per la Federació d'Organitzacions de la Llengua Catalana FOLC que s'inaugura el 10 de novembre a l'IEC.
El 2010 s'instal·la a Argentona i crea l'editorial Voliana Edicions.

## Obra

### Narrativa
- Els Silencis D'Eslet.  Pagès Editors, 1996. ISBN 978-84-7935-331-5.
- La síndrome dels estranys sons.  3 i 4, 2003. ISBN 978-84-7502-679-4.

### Assaig
- Sociolingüística per a joves: una perspectiva catalana.  La Llar del Llibre, 1989. ISBN 978-84-7279-387-3.
- Text i context: lectures des de la sociolingüística.  La Magrana, 1991. ISBN 978-84-7410-525-4.
- Sobiranía sociolingüística catalana.  La Llar del Llibre, 1991. ISBN 978-84-7279-474-0.
- Iniciació a la sociolingüística.  Barcanova, 1992. ISBN 978-84-7533-756-2.
- Les paraules del futur: llengües i comunicació en la ciència-ficció.  E. Climent, 1995. ISBN 978-84-7502-469-1.
- Solé i Camardons, Jordi; Ruiz, Francesc; Sanz, Rosa. História social i política de la llengua catalana.  E. Climent, 1996. ISBN 978-84-7502-479-0.
- Poliglotisme i raó: el discurs ecoidiomàtic de Delfí Dalmau.  Pagès Editors, 1998. ISBN 978-84-7935-524-1.
- Ruiz i San Pascual, Francesc; Rosa Sanz i Ribelles, Jordi Solé i Camardons. Diccionari de sociolingüística.  Enciclopèdia Catalana, 2001. ISBN 978-84-412-0733-2.
- El políedre sociolingüístic: una iniciació a la sociolingüística del conflicte.  Eliseu Climent, editor, 2001. ISBN 978-84-7502-627-5.
- Les set tribus de la nació catalana: conversa amb els meus budes : anàlisi del discurs sobre el català (1977-2003).  Edicions Documenta Balear, 2004. ISBN 978-84-96376-19-9.
- La Llengua que ens va parir: set pensadors a la recerca del català.  Dux, 2007. ISBN 978-84-934590-7-9.
- Realitat i vitalitat de la llengua catalana.  Edicions 96, FOLC, 2009. ISBN 978-84-92763-05-4.
- Independència o mort....de la llengua.  Voliana Edicions, 2010. ISBN 978-84-615-1863-0.